# Andreas Roland

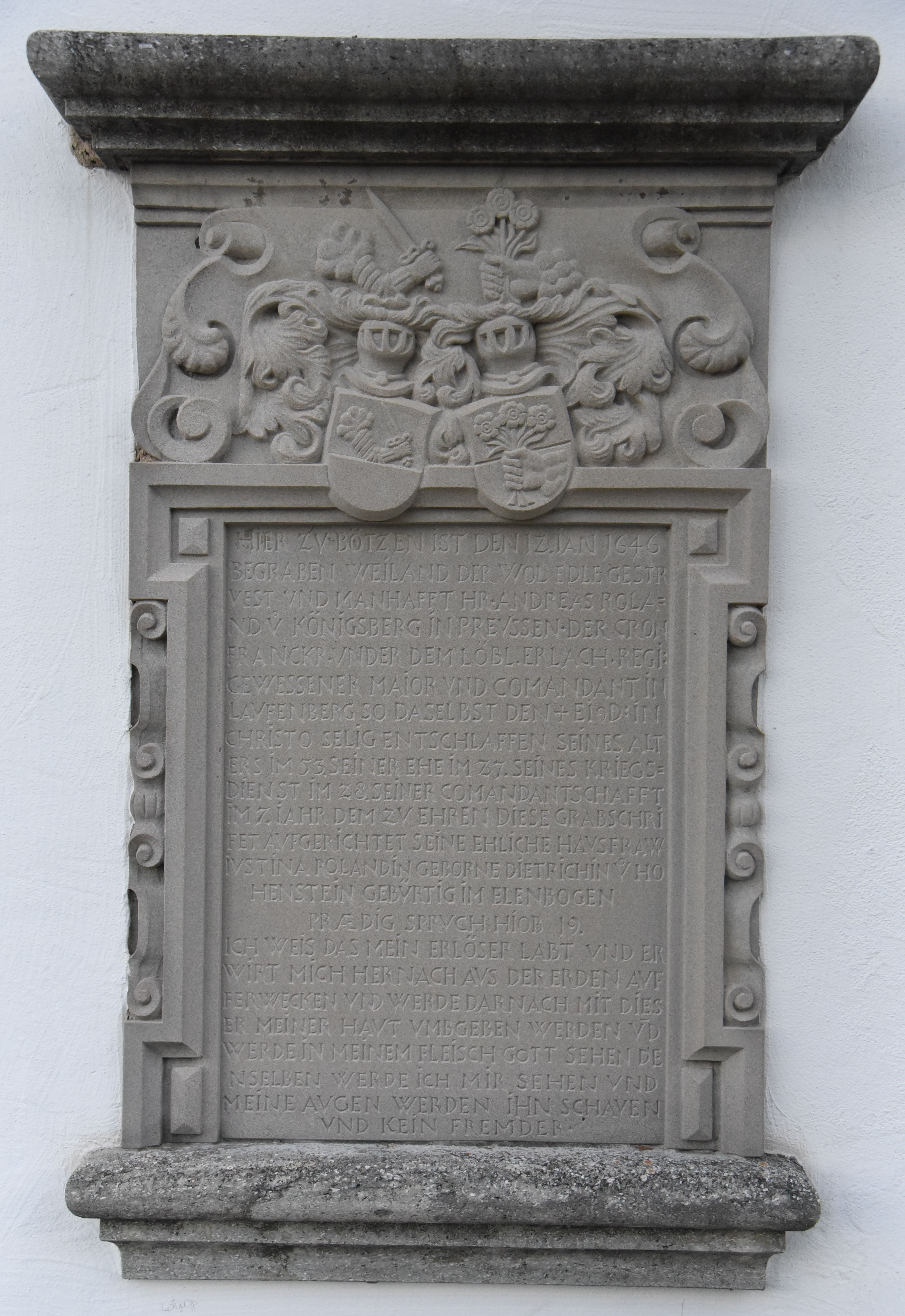
Epitaph an der Kirche Bözen.

Andreas Roland (* um 1593 wahrscheinlich in Königsberg; † vor dem 12. Januar 1646) war im Dreissigjährigen Krieg unter französischer Krone Major im Regiment Erlach, wo er 1646 als Kommandant in Laufenburg starb. Er war seit 1593 mit Justina, Tochter des Dietrich, von Hohenstein aus Elenbogen verheiratet.

## Epitaph
An der Südostseite der Reformierten Kirche Bözen findet sich ein Epitaph ihm zu Ehren mit reichem Steinmetzwerk aus der Übergangszeit zwischen Renaissance und Frühbarock. Sandsteinplatte mit geohrtem Rahmen, gestiftet von seiner Gemahlin. Spruch in Antiqua. Als Gesimsbekrönung Wappenallianz mit reicher Helmzier und Voluten. Das ursprüngliche Epitaph wurde 1983 kopiert.
Die Inschrift lautet:
«HİER ZV BÖTZEN İST DEN IZ. İAN [12. Jan] 1646

BEGRABEN WEİLAND DER WOL EDLE GESTR

VEST VND MANHAFFT HR∙ANDREAS ROLA=

ND V̊ KOENİGSBERG İN PREUSSEN∙ DER CRON

FRANCKR. VNDER DEM LÖBL.ERLACH.REGİ:

GEWESSENER MAİOR VND COMANDANT İN

LAVFENBERG SO DASELBST DEN + Eİ9D:İN

CHRİSTO SELİG ENTSCHLAFFEN SEİNES ALT

ERS İM 53. SEİNER EHE İM Z7. [27.] SEİNES KRİEGS=

DİENST İM Z8.[28.] SEİNER COMANDANTSCHAFFT

İM 7.[sic!] İAHR DEM ZV EHREN DİESE GRABSCHRİ

FET AVFGERİCHTET SEİNE EHELİCHE HAVSFRAW

İVSTINA ROLANDİN GEBORNE DİETRİCHİN V̊ HO

HENSTEİN GEBÜRTİG İM ELENBOGEN

PRÆDİG SPRVCH HİOB I9.

ICH[sic!] WEİS DAS MEİN ERLÖSER LABT VND ER

WİRT MİCH HERNACH AVS DER ERDEN AVF

FERWECKEN VND WERDE DARNACH MİT DİES

ER MEİNER HAVT VMGEBEN WERDEN V¯D

WERDE İN MEİNEM FLEİSCH GOTT SEHEN DE

NSELBEN WERDE İCH MİR SEHEN vND

MEİNE AvGEN WERDEN İHN SCHAVEN

VND KEİN FREMDER.»

## Varia
Wie aus dem Tagebuch eines Generalvikars des Bistums Basel hervorgeht, war Roland am 21. Mai 1642 mit dem Generalvikar, dem amtierenden und dem Alt-Bürgermeister von Laufenburg in einem Schloss am Essen.